# 豐盛生活服務
豐盛生活服務有限公司（英語：FSE Lifestyle Services Limited，港交所：331）是一間香港綜合基建企業，亦為香港服務業的翹楚，僱用逾13,000名員工，集團業務包括設施管理、機電工程及金融服務共三大範籌。其屬下子公司經營的行業包括：物業管理、保安服務、清潔、洗衣、園景綠化、機電工程、建材貿易及保險顧問。
豐盛創建企業有限公司於2010年6月11日與新創建集團有限公司達成協議，向其購買部分從事服務業務的附屬公司新創機電工程集團有限公司，總代價為8.885億港元。
豐盛創建由杜惠愷、鄭家純（公司主席兼非執董）、黃國堅（公司副主席）、杜家駒（執行董事）及李國邦（執行董事）分別持有63%、18%、9%、9%及1%權益。
2015年8月31日,豐盛創建機電工程有限公司呈交其主板上市申請。
2019年10月20日，豐盛服務集團斥資7.049億港元（包括5.64億元現金及，另外以3.226元發4367.6萬股，價值1.409億元可轉換優先股向主要股東豐盛創建收購香港物業管理服LegendSuccess全部股權，收購完成後，目標豐盛服務集團將透過富城集團及僑樂集團經營業務，2019年收入5.27323億港元，溢利0.59936億港元，管理13萬個住宅單位、360萬平方米商業面積、5萬個停車位

## 旗下業務
- 豐盛服務集團77.2%
- 富城物業管理有限公司
- 僑樂服務管理
- 國際物業管理有限公司
- 豐盛創建設施管理有限公司
- 滙秀企業有限公司（管理美孚新邨）
- 百得物業管理有限公司（管理沙田第一城）
- 鯉景灣物業管理有限公司
- 海峯園物業管理有限公司
- 栢蕙苑物業管理有限公司
- KOHOFacility Management Limited
- 海濱南岸管理服務有限公司、
- 富邦物業管理有限公司
- 廣州市富城物業管理有限公司
- 富城技術服務有限公司
- 通力技術服務有限公司
- 大眾安全警衛
- 惠康環境服務
- 香島園藝
- 豐盛機電工程有限公司
- 豐盛創建環保科技集團有限公司
- 大成環境科技拓展有限公司
- 忠誠環保科技有限公司
- 遠東工程服務有限公司
- 景福工程有限公司
- 定安工程有限公司
- 精基貿易有限公司
- 新域保險顧問

## 外部連結
- 豐盛生活服務有限公司 （页面存档备份，存于）
- 豐盛創建控股有限公司 （页面存档备份，存于）